# 朱大受
朱大受（？—？），字伯可，號心在，南直隶苏州府昆山縣人。

## 生平
萬曆四十三年（1615年）乙卯科应天乡试举人，崇祯元年（1628年）戊辰科進士，七年官湖州知府，以考察去职。